# Rheinmetall
Rheinmetall AG est un conglomérat industriel allemand spécialisé dans l’armement et l’équipement automobile, dont le siège social et la direction générale se trouvent à Düsseldorf. 
L'exercice 2019 (resp. 2018) a enregistré un chiffre d'affaires de 6,255 (resp. 6,148) milliards d'euros pour un effectif de 23 780 employés (resp. 22,899),. 
Cette entreprise est comptabilisée dans l'indice boursier MDAX. 
Rheinmetall se classait en 2023 au 19e rang mondial pour la production d'armement.

## Historique

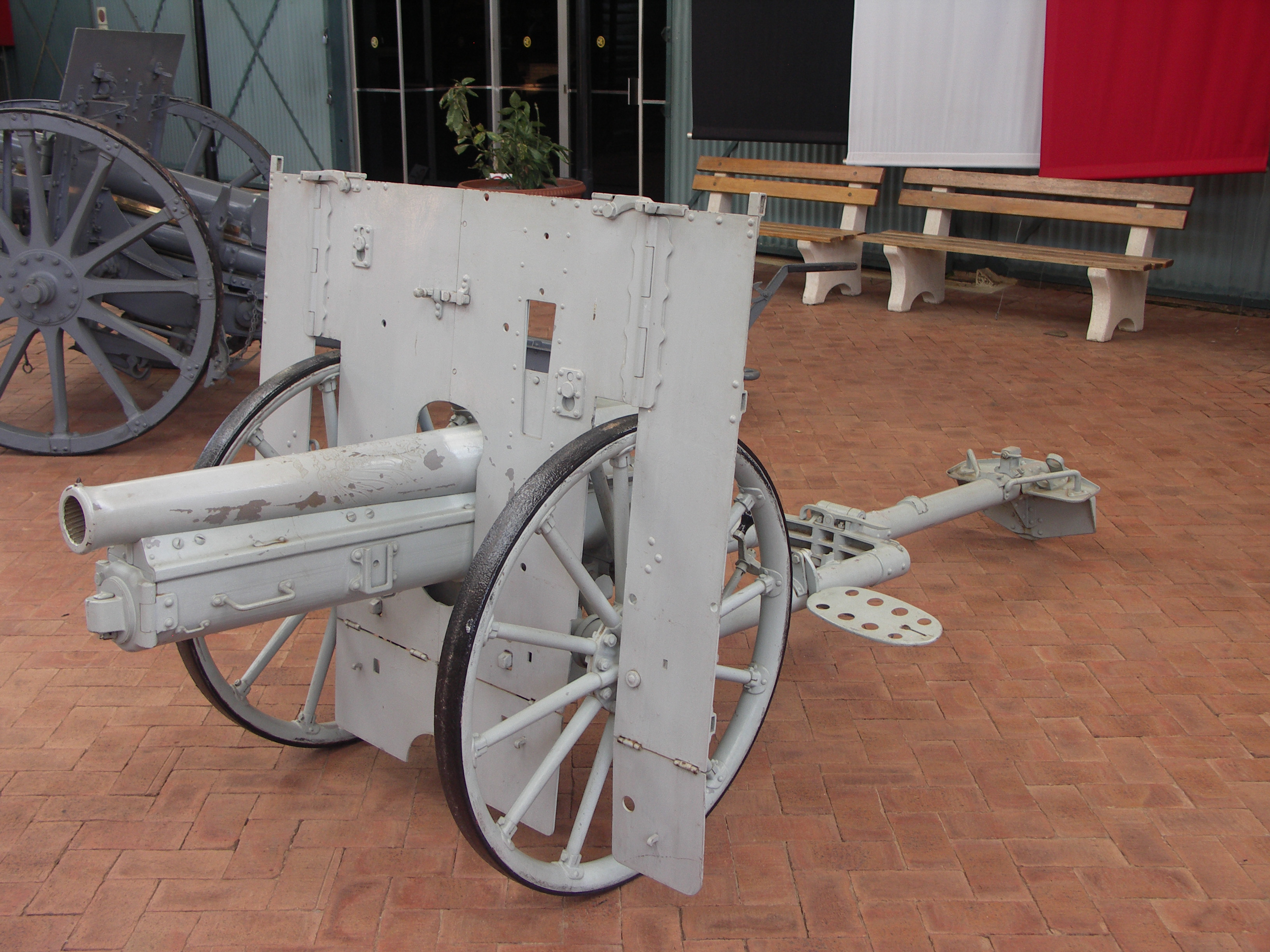
Un des premiers canons de la Rheinische Metallwaaren- und Maschinenfabrik, le « colonial de 75 mm ».

Le 13 avril 1889, l'ingénieur Heinrich Ehrhardt (1840-1928) fondait à Düsseldorf avec un groupement d'actionnaires de Berlin, Francfort-sur-le-Main et Düsseldorf la société par actions Rheinische Metallwaaren- und Maschinenfabrik AG, pour répondre à une importante commande de munitions du ministère de la Guerre, que l’Union minière de Dortmund-Hörder (Hörder Bergwerks- und Hütten-Verein) venait de lui sous-traiter. La nouvelle usine ouvrit à Düsseldorf-Derendorf en décembre 1889, et une seconde la même année à Unterlüß dans l'arrondissement de Celle .

### Les débuts à l'ère wilhelmienne
L’entreprise se développe rapidement les premières années, non seulement grâce aux commandes du gouvernement, mais aussi grâce à l'exploitation de deux brevets pour la fabrication de tubes sans soudure en 1891 et 1892. Pour répondre aux besoins sans cesse croissants d'acier dans la chaîne de fabrication, la société sidérurgique Metallwerk Ehrhardt & Heye AG fut créée à Düsseldorf-Rath en 1892 puis fusionnée avec l'entreprise-mère en 1896 en tant que « Département Rath ».
Rheinmetall proposa en 1896 le premier canon à tir rapide, qui fut d'abord repoussé par la commission prussienne de l'artillerie. Mais avec les succès de ce nouveau type d'arme dans l'armée française, l'état-major se ravisa et la fabrication de canons devint la principale filière de l'entreprise.
Afin de tester les armes et les munitions, la société fit en 1899 l'acquisition d'un terrain d'environ 50 km2 à Unterlüß dans la Lande de Lunebourg pour en faire un pas de tir, que l'on peut toujours voir.
Sur une suggestion d'Heinrich Ehrhardt, les actionnaires de Rheinmetall rachetèrent en 1901 la société en faillite Munitions- und Waffenfabrik AG de Sömmerda. Cette usine naguère spécialisée dans la fabrication de fusils Dreyse, qui fabriquait depuis armes à feu, balles de fusil et détonateurs, élargit la gamme de produits de Rheinmetall.

### La Première Guerre mondiale et les crises de l'entre-deux guerres

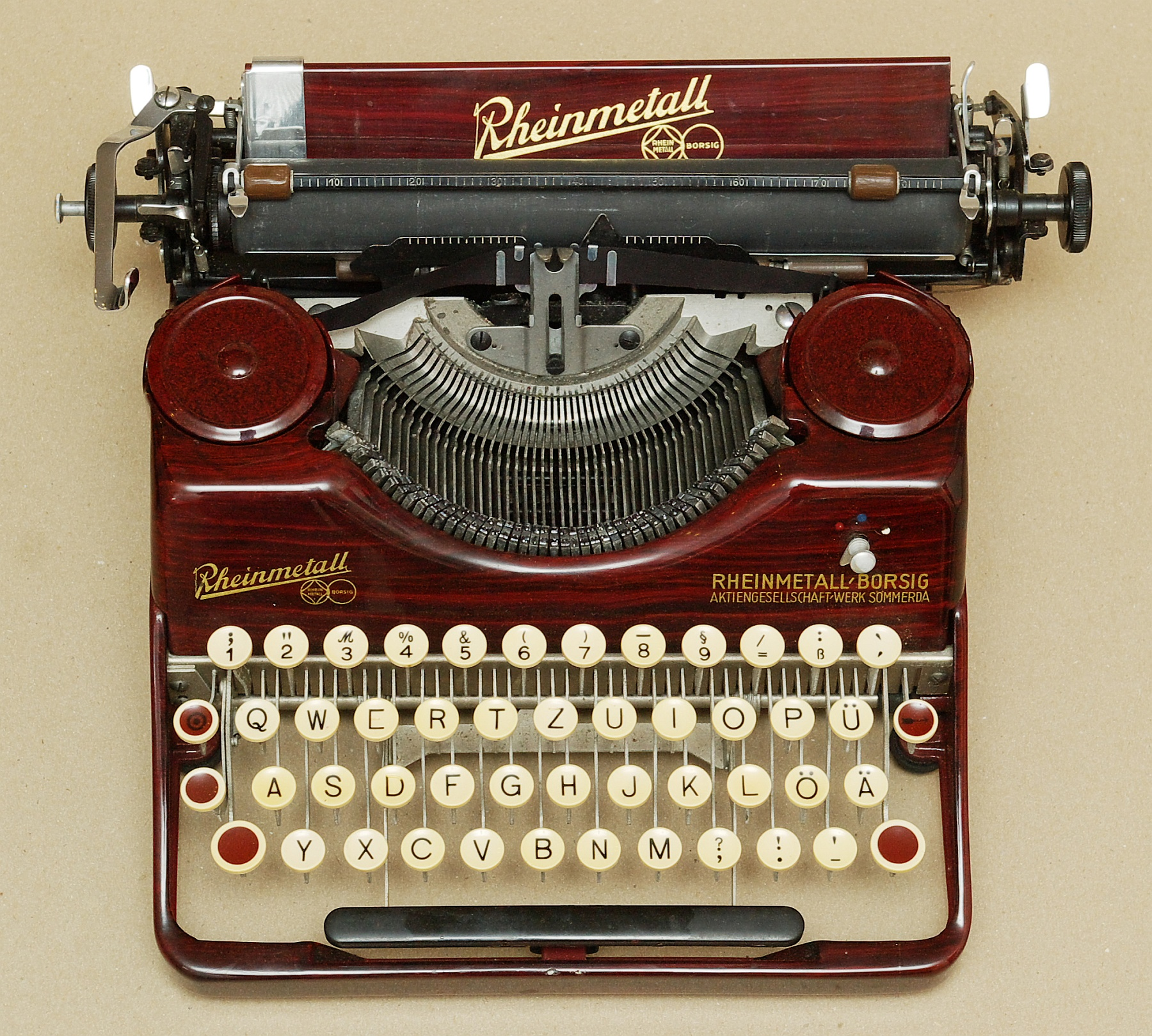
Une machine à écrire Rheinmetall, vers 1920.

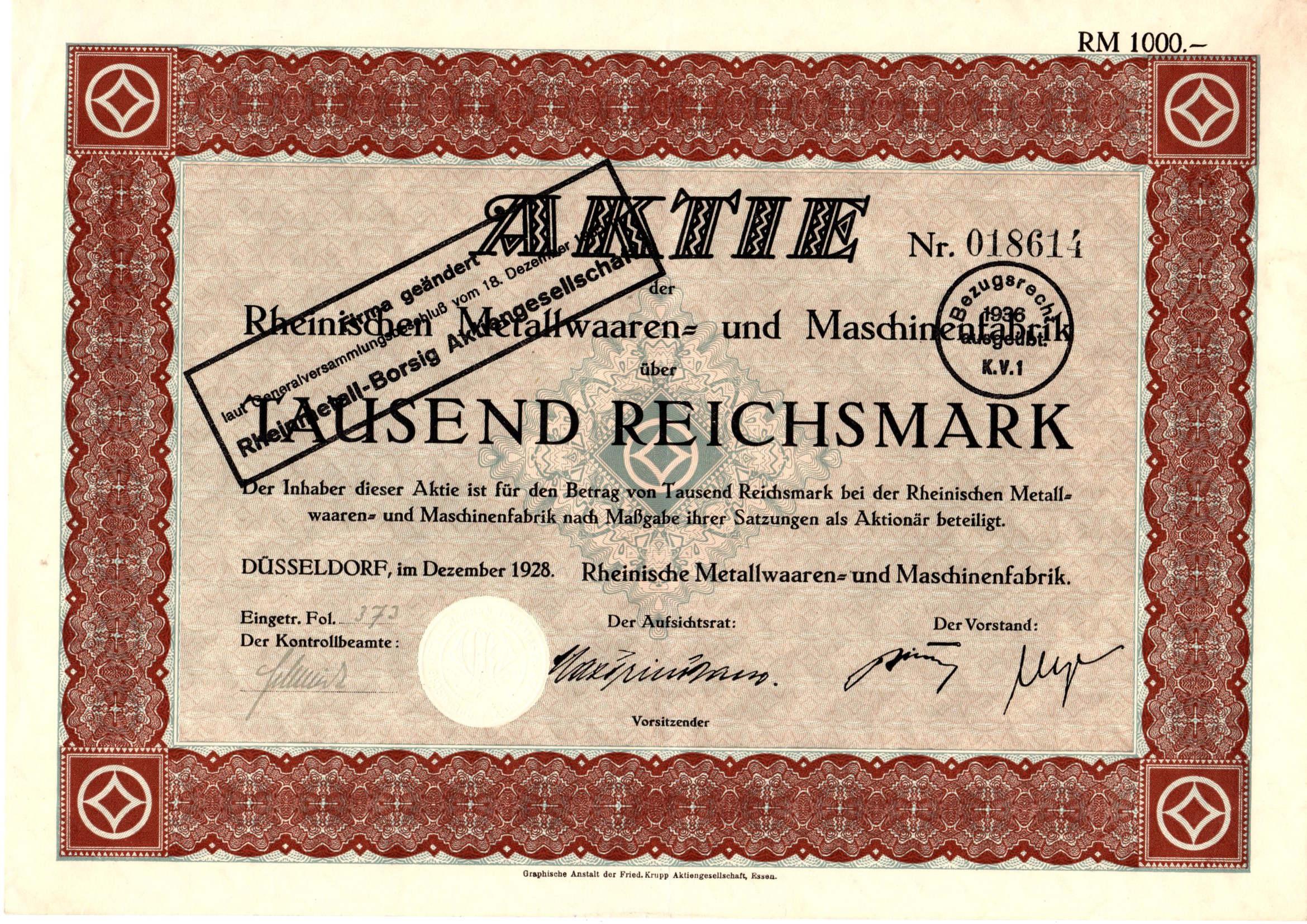
Action d'une valeur de 1000 reichsmark de la Rheinische Metallwaaren- und Maschinenfabrik datant de décembre 1928.

Au cours des années suivantes, c'est la demande de l'étranger qui suscita l'essentiel de la croissance de Rheinmetall, si bien qu'en 1906 il fallut agrandir l'usine de Düsseldorf. Lorsqu’éclata la Première Guerre mondiale, Rheinmetall était l'une des premières sociétés d'armement de l’Empire allemand ; elle employait quelque 8 000 ouvriers, mais l'effectif s'accrut sans cesse et se montait à la fin de la guerre à 48 000 ouvriers et employés, dont environ 9 000 femmes. La surface bâtie des ateliers de l'usine mère avait quadruplé dans l’intervalle.
Avec la fin du conflit, la production de guerre s'effondra naturellement et Rheinmetall dut licencier des milliers d'ouvriers. Les exigences du traité de Versailles nécessitaient une reconversion urgente dans le domaine civil. Alors Rheinmetall se mit à fabriquer en Rhénanie des locomotives, des wagons, du matériel agricole et des tracteurs à vapeur. L'usine de Sömmerda se spécialisa dans la mécanique de précision, avec les machines à écrire et les calculateurs de bureau. Pour éviter les ruptures d'approvisionnement, la production des usines sidérurgiques de Rath fut accrue.
À partir de 1921 les Alliés, pour combattre la menace communiste, ré-autorisèrent la production d'armes en petite quantité. Cependant l’usine de Derendorf restait sous occupation franco-belge, et le demeura jusqu'en 1925. Par suite d'une crise de la demande, il fallut réaffecter le personnel à la production de biens d'équipement civils et la fabrication de tracteurs à vapeur. Lors de la recapitalisation de 1925, l’État allemand, par l'intermédiaire de son consortium VIAG, devint l’actionnaire majoritaire de Rheinmetall.
En avril 1933, Rheinmetall remporta les enchères lors de la liquidation du fabricant de locomotives Borsig, et disposa ainsi de l’immense usine de matériel ferroviaire de Berlin-Tegel. Cette fusion conduisit en 1936 à la création du groupe Rheinmetall-Borsig AG. Vers le milieu des années 1930, avec la politique impérialiste et belliciste de la dictature nazie, Rheinmetall-Borsig, grâce aux commandes incessantes du ministère de la Reichswehr, améliora et intensifia sa production d’armes et de munitions. La palette des produits allait des mitrailleuses et des canons de campagne aux canons antiaériens et tractés sur rail, en passant par les canons antichars et les poseurs de mines. La filiale Alkett (diminutif de Altmärkische Kettenwerke GmbH, littéralement « trains à chenille de l'Altmark ») fut créée en 1937 à Berlin pour répondre spécifiquement à la fabrication des chars d'assaut à chenilles ; cette spécialisation s'inscrivait plus généralement dans le plan Montan, une rationalisation gouvernementale du complexe militaro-industriel. En 1938, la société transféra finalement son siège social de Düsseldorf à Berlin.

### Seconde Guerre mondiale

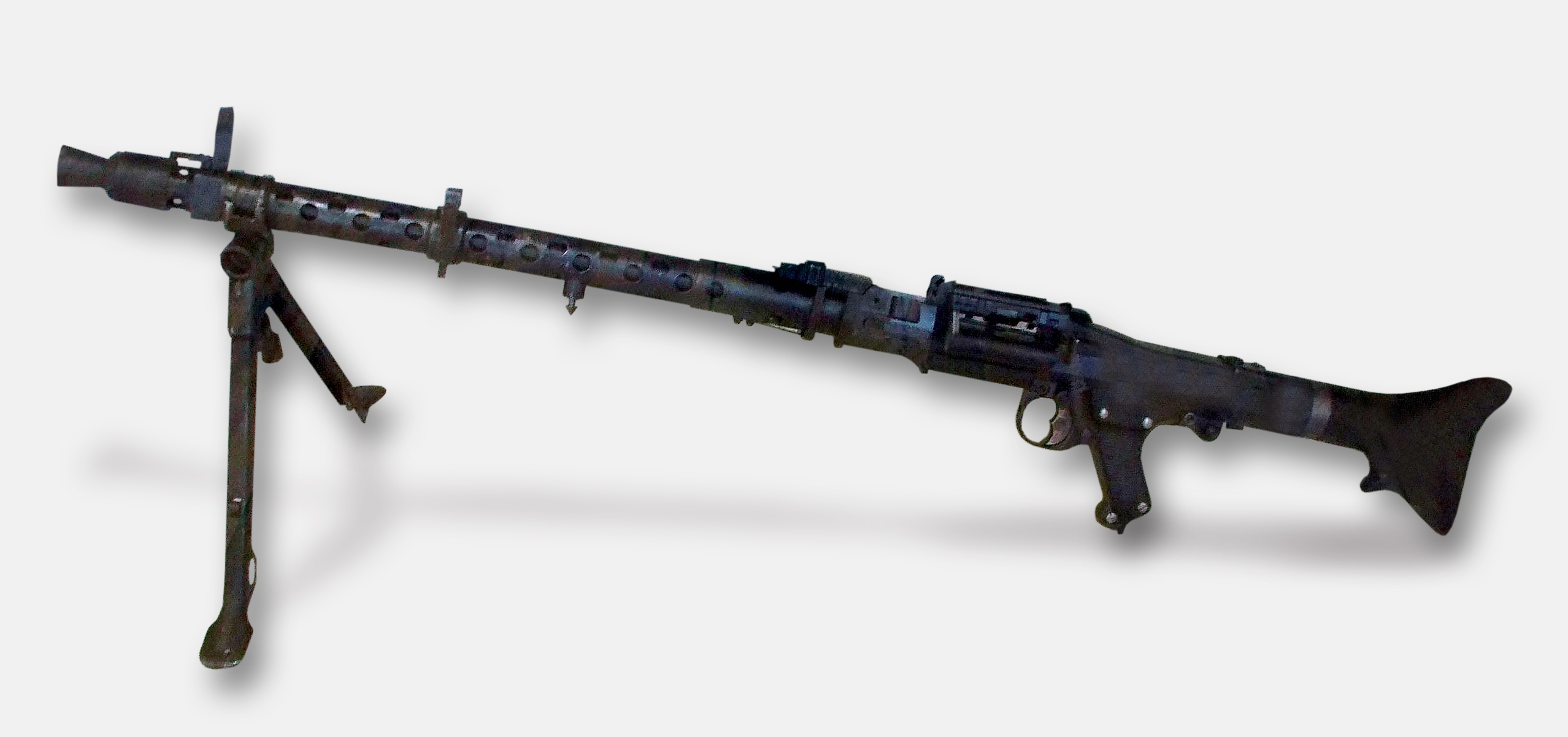
La mitrailleuse MG34 fut conçue par l’équipe de Louis Stange chez Rheinmetall et était utilisée pendant la guerre d'Espagne.

La production d’armement atteignit son apogée au cours de la Seconde Guerre mondiale, qui stimula par ailleurs le développement de nouvelles armes. L’influence croissante de l'appareil étatique, consécutif à la création de la Wehrmacht et à l'incorporation de Rheinmetall-Borsig au consortium d’État Reichswerke Hermann Göring conduisit finalement à la nationalisation de fait des usines, qui permit de coordonner au mieux l’économie de guerre. Au cours des deux dernières années de guerre, les centres de production du groupe étaient soit très endommagés, soit entièrement détruits par les bombardements alliés. Après le bombardement massif des usines de Düsseldorf, de nombreux secteurs de production furent transférés plus loin à l’est, en Thuringe (Apolda) et en Silésie (Guben et Breslau). Les usines de Berlin et de Sömmerda furent reconstruites en souterrain.
Au cours de la guerre, d’innombrables travailleurs déportés se retrouvèrent sur les chaînes de montage de Rheinmetall. La seule usine d’Unterlüß employait à la fin de la guerre 5 000 déportés hommes et femmes, ainsi que des prisonniers de guerre (à peu près 2 500 Polonais, 1 000 prisonniers soviétiques, 500 Yougoslaves et 1 000 prisonniers des autres pays), qui furent libérés par les Forces armées britanniques. De temps à autre, on faisait aussi appel aux juives hongroises du camp de travail (Außenlager) de Bergen-Belsen. Au total, des 600 000 ouvriers du « complexe Hermann Göring », la moitié étaient des déportés raflés dans tous les pays occupés.
Mais en mars 1945, la plupart des ateliers de Rheinmetall-Borsig AG étaient détruits. Les usines de Düsseldorf, d’Unterlüß et des quartiers ouest de Berlin passèrent sous le contrôle des Américains, des Britanniques et des Français ou devinrent des coopératives. Dans les territoires occupés par l'Armée rouge, elles furent confisquées. Certaines usines furent même entièrement démontées et transplantées par les vainqueurs.

### La guerre froide

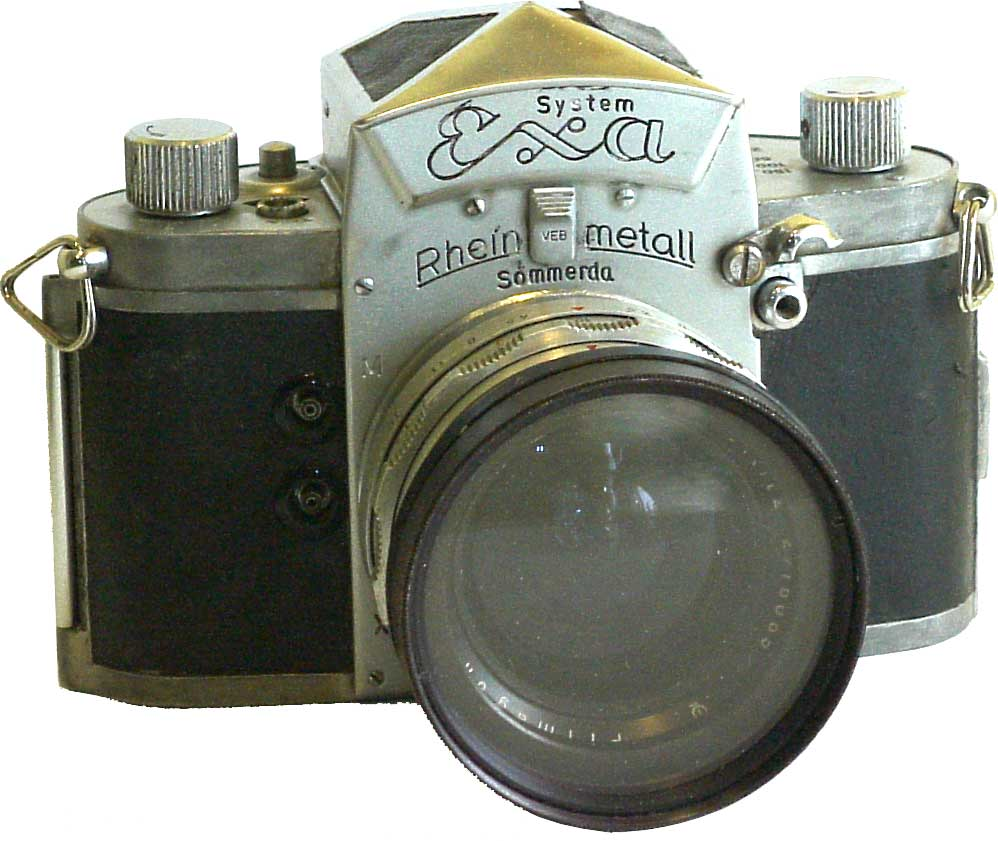
Le reflex EXA, un des produits phares de la VEB Rheinmetall Sömmerda.

Jusqu'en 1950, toute production fut interdite. Puis Rheinmetall-Borsig AG devint un groupe et donna naissance à deux compagnies distinctes : Borsig AG, à Berlin, fabriquait des cocottes-minutes et des réfrigérateurs, et Rheinmetall AG, basée à Düsseldorf, se spécialisa dans les machines à écrire, les amortisseurs, les ascenseurs, des chaînes de tannage ainsi que des portiques et de l'outillage portuaire. Cette reconversion de Düsseldorf à la production de biens d'équipement civils est aujourd'hui jugée comme peu satisfaisante par la compagnie.
Le 3 juin 1952, le gouvernement soviétique rendit à la RDA l'usine Rheinmetall de Sömmerda, qui prit désormais le statut de Volkseigener Betrieb (VEB). Sous le nom de VEB Mechanik Büromaschinenwerk Rheinmetall Sömmerda, elle se mit à produire des machines à écrire et des calculateurs de bureau, des moteurs pour les cyclomoteurs Simson (modèles SR1, SR2 et Spatz) ainsi que des appareils photo. Le 5 mai 1958, elle fusionna au sein du consortium (Vereinigung Volkseigener Betriebe, VVB) Traitement de données et buromatique d’Erfurt. Ce groupement devint le 1er avril 1969 le combinat Zentronik, puis le 1er janvier 1978 le combinat Robotron. En 1967, rebaptisée désormais VEB Robotron Büromaschinenwerks Sömmerda (BWS), elle ajouta la fabrication d’imprimantes puis en 1981 celle d’ordinateurs personnels (PC 1715, EC 1834, EC1835). Avec la réunification allemande, l'usine et ses quelque 12 000 salariés fut privatisée par la Treuhandanstalt en tant que Robotron Büromaschinenwerk AG et mise en liquidation le 1er janvier 1992.
À l'ouest, l'année 1956 marqua un tournant : le 23 juin, Rheinmetall-Borsig AG était nationalisée par la République Fédérale via le rachat par les usines sidérurgiques Röchlingsche Eisen- und Stahlwerke GmbH (aujourd'hui Saarstahl) ; un mois plus tard, Borsig AG était revendue à Salzgitter AG ; puis le groupe fut scindé en deux sociétés privées, Rheinmetall Berlin AG au mois de novembre et Rheinmetall GmbH à Düsseldorf en 1957. La création de la Bundeswehr en 1956 annonçait en effet la reprise d'un programme d'armement national. Rheinmetall se remit à produire des mitrailleuses, des canons automatiques et des munitions. La première arme produite fut la MG1.
La fabrication de composants d'artillerie lourde, tubes de canon ou affûts, reprit à partir de 1964. Elle permit la production de blindés et de canons. Rheinmetall développa un canon antichar, puis une tourelle mitrailleuse et un obusier embarqué pouvant équiper toute une gamme de chars. L'année suivante, elle décida de se lancer dans le développement de la technologie du canon lisse de 120 mm.

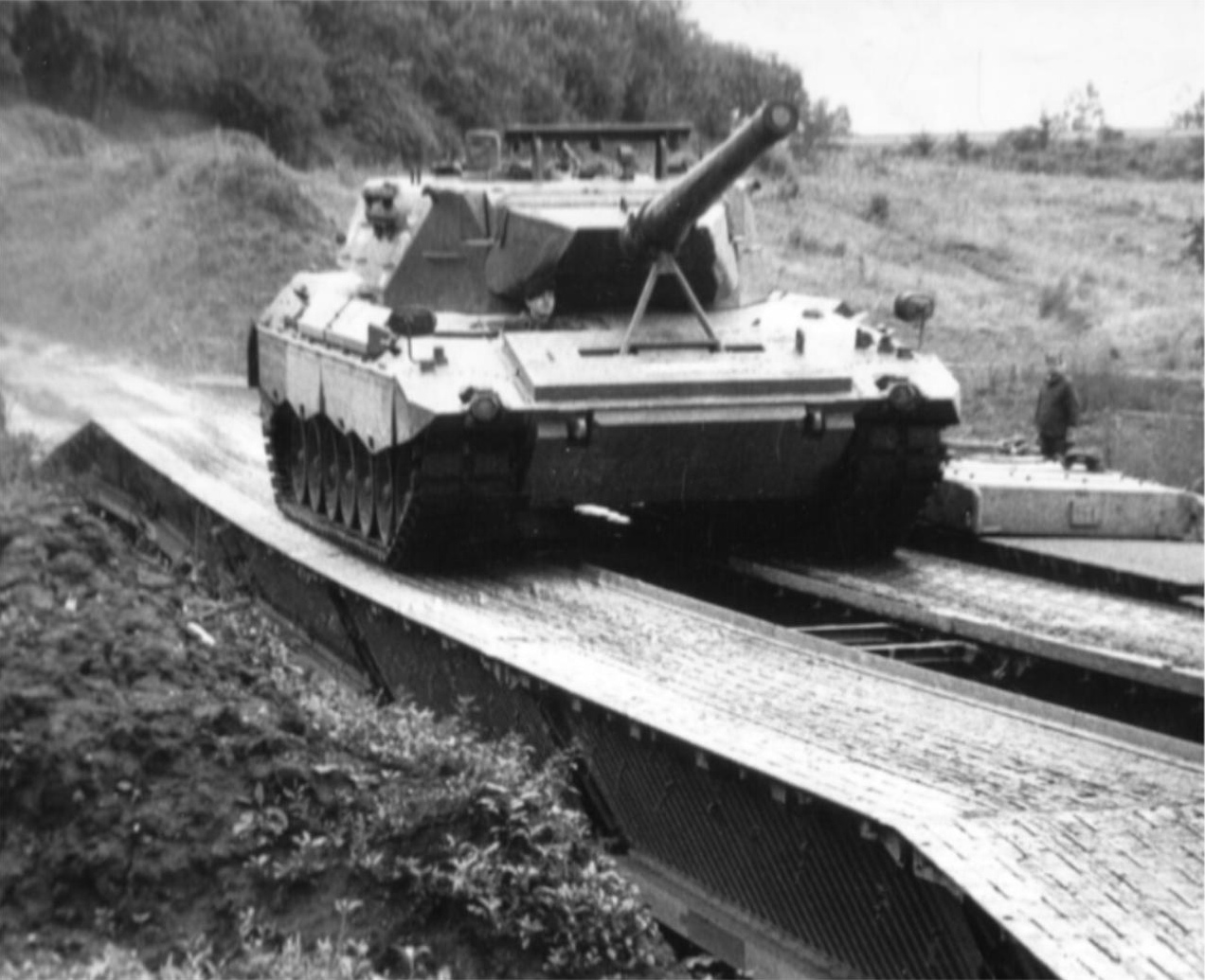
Prototype du char Leopard 2 (Wanne no 19) en 1980 : le char est ici utilisé pour une épreuve de chargement à l’École fédérale du génie militaire. Cette variante primitive était équipée d’un télémètre. La tourelle porte des projecteurs et le canon est arrimé.

Afin d'élargir sa production à la pyrotechnie, elle prit en 1970 une part majoritaire dans les actions de NICO Pyrotechnik Hanns Jürgen Diederichs KG. En 1972, on installa au pas de tir d’Unterlüß un centre d’essais climatiques pour tester, outre les armes et le matériel militaires, certains équipements civils. L'année 1978 fut marquée par la fabrication en série de l’obusier de calibre 155 mm FH 70. Le premier char Leopard 2 fut livré à la Bundeswehr le 24 octobre 1979 : il était notamment équipé du canon Rheinmetall de 120 mm, une innovation de la firme.
C'est alors qu'on s'occupa de réformer le secteur des biens d'équipement civils, avec en 1981 une prise de parts majoritaire dans Jagenberg AG et le rachat des machines d'emballages Gasti-Verpackungsmaschinen GmbH. Mais le 12 août 1981, l’Office fédéral de police criminelle (BKA) perquisitionnait le siège du groupe à Düsseldorf, mettant au jour un système de sociétés écrans suspectées de trafic d'armes, notamment avec l’Argentine.
Puis en 1986, le groupe investit dans un équipementier automobile par le rachat des usines de carburateurs Pierburg GmbH. Par fusion avec Diehl BGT Defence, Rheinmetall créa ainsi Intelligente Wirksysteme GmbH (GIWS), spécialisée dans les missiles guidés et les lanceurs. Avec la chute du mur de Berlin et le bouleversement des relations internationales, Rheinmetall décida dès 1989 de diversifier ses filières de biens civils.

### Diversification: les années 1990
En 1990, en entrant à 60 % dans le capital de Maschinenbau Kiel (MaK), filiale du groupe Krupp AG, Rheinmetall élargit ses compétences au domaine des véhicules de police et de sécurité civile. Rheinmetall racheta les 40 % restants en 1992. La même année, la société Rheinmetall livrait à la Bundeswehr le premier véhicule blindé de combat léger aérotransportable, le Wiesel, et simultanément délaissait le terrain de Düsseldorf-Derendorf pour regrouper les prototypes au pôle pluridisciplinaire d’Unterlüß. La recherche, les essais et les services administratifs furent transférés dans de nouveaux locaux à Ratingen. Le groupe développa ses moyens de recherche en chimie des explosifs avec une prise de participation dans les usines WNC-Nitrochemie GmbH d’Aschau am Inn. En 1993, Rheinmetall développait sa branche civile en s’attaquant aux secteurs de la bureautique professionnelle avec le rachat de Mauser Waldeck AG, de la sécurité avec le rachat de Heimann Systems GmbH, enfin aux véhicules industriels avec une prise de participation majoritaire dans les usines Preh. L'année suivante, Rheinmetall GmbH prit le nom de Rheinmetall Industrie GmbH, et en 1995 il se lança dans la fabrication des canons de moyen calibre en entrant à 60 % dans le capital de Mauser-Werke Oberndorf Waffensysteme GmbH et un renforcement des moyens de sa filiale Pierburg aux États-Unis. En 1996, Rheinmetall Industrie GmbH redevint une société par actions, afin de pouvoir racheter le spécialiste de l'électronique de défense Atlas Elektronik GmbH à l'occasion de la liquidation de l’arsenal Vulkan de Brême.

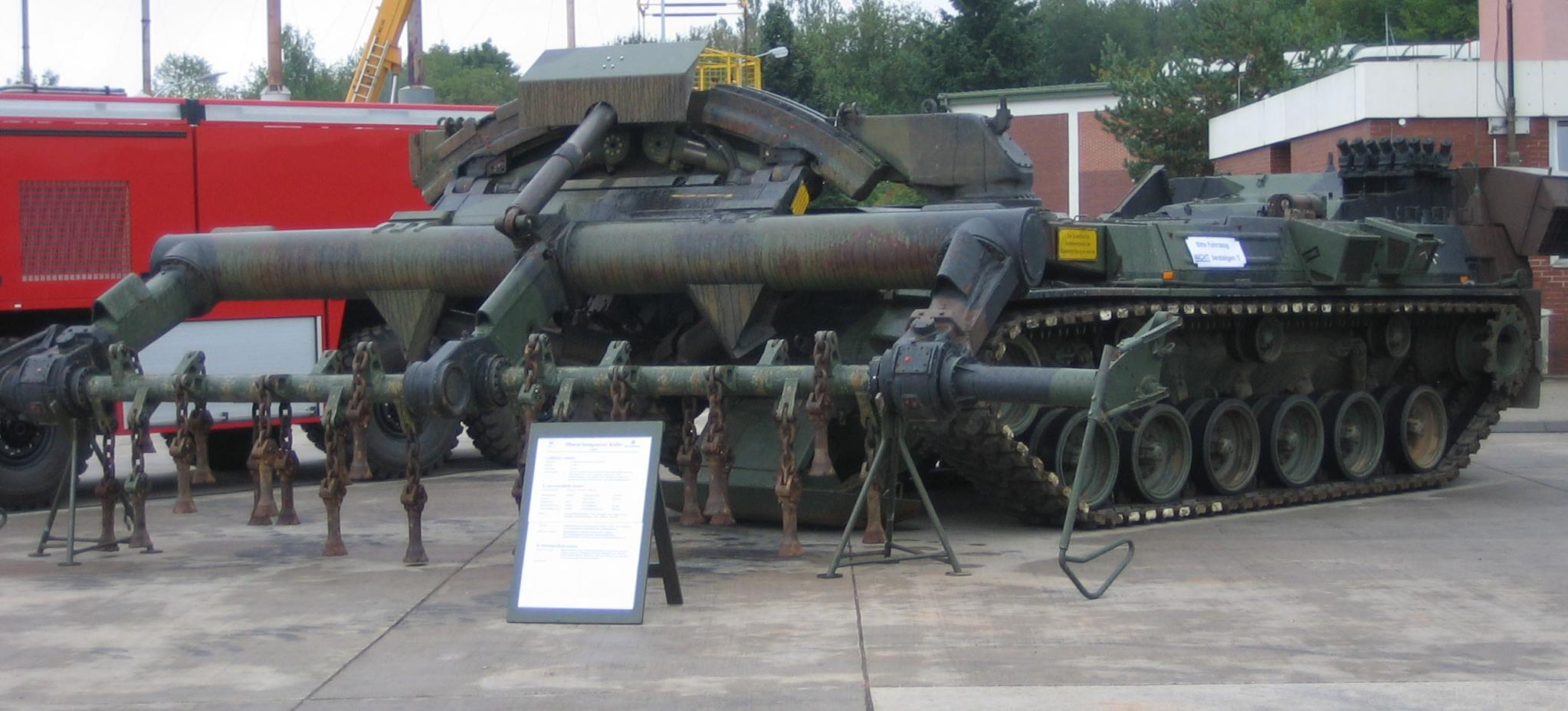
Un chasseur de mines Keiler lors d'une journée « portes ouvertes » de la Bundeswehr (Trèves, 2005).

L'année 1997 vit une réorganisation complète du groupe. Après le rachat du spécialiste des télécommunications Richard Hirschmann GmbH & Co., le directoire décida son regroupement avec Rheinmetall Elektronik, Preh et Heimann Systems au sein d’une filiale unique spécialisée dans l'électronique industrielle, Aditron. Le département « Armes et Munitions » devint Rheinmetall W&M GmbH. Les équipementiers automobiles Kolbenschmidt AG et Pierburg GmbH furent regroupés au sein de Kolbenschmidt Pierburg.
MaK Systemgesellschaft GmbH livra en 1997 à l'armée fédérale le premier spécimen de série du char chasseur de mines Keiler (de). Devenue majoritaire dans le capital de STN Atlas Elektronik GmbH en 1998, le secteur de l'électronique navale, rebaptisé STN Atlas Marine Electronics, fut réformé et déplacé à Hambourg. Simultanément, l’obusier autotracté PzH 2000, produit de la collaboration des ingénieurs de Rheinmetall (pour l'artillerie lourde) et de MaK Systemgesellschaft (dont le char « rhino-chasseur de mines » avait ses preuves en ex-Yougoslavie) était livré à la Bundeswehr.
Rheinmetall regroupa en 1999 son secteur Défense sous le nom de Rheinmetall DeTec AG (DeTec pour Defence Technologies), afin d'accompagner la restructuration de l'industrie européenne du secteur de l'armement par des coopérations stratégiques. Simultanément, elle prenait des participations majoritaires dans le capital d'Œrlikon Contraves AG, le fournisseur d'armes guidées pour la lutte antiaérienne, et dans Eurometaal Holding N.V., spécialisé dans l'artillerie de moyen calibre. Puis à la fin de l'année 1999, Rheinmetall DeTec AG racheta KUKA Wehrtechnik GmbH et Henschel Wehrtechnik GmbH, agrégée l'année suivante à MaK Systemgesellschaft pour donner naissance à Rheinmetall Landsysteme GmbH.

### La stratégie de la «ligne claire»
La présidence de Rheinmetall a décidé en 2000 d'une orientation dite « stratégie de la ligne claire » (Strategie der klaren Linie) consistant à opérer une concentration d'investissement dans les secteurs de pointe de la technique des armements, de l’automobile et de l’électronique. Il s'ensuivit la revente de Mauser Waldeck AG et des papeteries Jagenberg Papier- und Verpackungstechnik. En 2002, le groupe revendit Heimann Systems GmbH et se sépara de ses filiales Intergas B.V. et Eurometaal N.V, et en 2003 il céda au groupe d'investissement Deutsche Beteiligungs AG ses actions dans Jagenberg AG et Preh. Ce mouvement de recentrage dans le secteur de l'armement fut parachevé par la vente en 2004 de Hirschmann GmbH Electronics et de Nico Feuerwerk GmbH, ainsi que par le démembrement de STN Atlas Elektronik.
Rheinmetall Landsysteme a livré en 2003 les premiers chars d'appui invulnérables aux mines avec le Marder 1A5. Pour le développement du nouveau char d'appui Puma destiné à la Bundeswehr, Rheinmetall Landsysteme et Krauss-Maffei Wegmann ont créé le consortium PSM GmbH, dont chaque groupe détient 50 % des parts.
Röchling Industrieverwaltung GmbH a mis sur le marché ses actions dans Rheinmetall AG en 2004, qui ont été reprises par 75 investisseurs institutionnels. Le secteur des ventes d'armement a vu la fusion de Rheinmetall W&M GmbH, de Mauser-Werke Oberndorf Waffensysteme GmbH, de Buck Neue Technologien GmbH ainsi que de Pyrotechnik Silberhütte GmbH pour former le groupe Rheinmetall Waffe Munition GmbH. Avec Rafael Advanced Defense Systems Ltd. et Diehl Munitionssysteme GmbH, Rheinmetall Defence Electronics a donné naissance au consortium EuroSpike GmbH, opérateur principal dans le développement de la famille de missiles Spike.
Rheinmetall Landsysteme est depuis 2005 l'un des partenaires du PPP HIL institué par la Bundeswehr, avec pour objectif d'assurer dans les huit ans à venir la modernisation complète des véhicules et des systèmes d'armes de l’armée allemande : il s'agit, dans le cadre du concept émergent de Public Security, de prendre en compte la modification des équilibres stratégiques, de développer des réponses aux menaces touchant la sécurité intérieure du pays et de protéger la population.
Rheinmetall AG a racheté en mars 2008 le fabricant de blindés Stork PWV au groupe polyvalent néerlandais Stork NV, concentrant ainsi dans les mains du groupe de Düsseldorf 64 % des actions dans la construction de blindés Boxer, un programme de transports de troupes lancé par la Bundeswehr et l'armée des Pays-Bas.
En juillet 2009, Rheinmetall AG a procédé à une augmentation de capital : 3 599 000 nouveaux titres au prix unitaire de lancement de 29,00 € ont été placés auprès d'investisseurs institutionnels dans le cadre d'un plan de placement accéléré, qui étaient en hausse au 1er janvier 2010. Par cette augmentation de capital, la société a pu rembourser des émissions de crédits à hauteur d'environ 104,4 millions d'euros.
Depuis mars 2009, Rheinmetall s'est lancé dans une collaboration avec le constructeur de poids lourds MAN. On a appris qu'en octobre 2009, les deux entreprises se lançaient dans une coentreprise, Rheinmetall MAN Military Vehicles (RMMV) dont Rheinmetall détient 51 % des parts.
En 2019, Rheinmetall parvient à contourner la décision des autorités allemandes de cesser les livraisons d'armes à l'Arabie saoudite en passant par ses filiales présentes en Italie et en Afrique du Sud.

### Guerre russo-ukrainienne
En 2023, la firme signe avec l'entreprise UDI, 51 % par Rheinmetall et 49 % UDI pour la fabrication, en Ukraine de poudres à canon, et de munitions.
En 2024, des responsables occidentaux révèlent à la presse un plan russe pour assassiner Armin Papperger, le directeur de Rheinmetall,.

Le 20 juin 2024, le groupe reçoit un contrat-cadre comprenant la livraison de munitions d'artillerie de 155 mm d'une valeur brute pouvant atteindre 8,5 milliards d'euros.
Le 2 juillet, le groupe signe un autre accord pour livrer jusqu’à 6 500 camions de différents modèles à la Bundeswehr pour un montant pouvant atteindre 3,5 milliards d’euros.
Le 14 août 2024, Rheinmetall acquiert l'entreprise américaine Loc Performance pour un montant de 950 millions de dollars,.
Le 7 février 2025, Rheinmetall signe un contrat-cadre de 3,1 milliards d'euros pour fournir des systèmes de peloton à la Bundeswehr,.

## Relations commerciales
Des armes de RWM Italia ont été trouvées au Yémen lors d'une campagne de bombardements dirigée par l'Arabie saoudite en 2016. En outre, l'autorité italienne d'exportation, UAMA, fait l'objet d'une enquête. Entre 2014 et 2016, lorsque Matteo Renzi était Premier ministre, l'exportation d'armes italiennes en Arabie saoudite a considérablement augmenté. En 2018, après une action en justice d'un groupe d'organisations de défense des droits de l'homme d'Italie, d'Allemagne et de Yémen, l'enquête sur la RWM Italia et l'UAMA ont commencé. De plus, le juge italien a étendu une enquête sur la participation des armes italiennes dans un bombardement.
En 2025, Rheinmetall annonce un accord avec Anduril pour la commercialisation d'une version européenne des missiles de croisière Barracuda et des drones Fury.

## Production
- Canon BK 37
- Canon MK 103
- Canon Rheinmetall-Borsig MK 108
- Canon du char Altay (Rheinmetall de 120 mm de 55 calibres
- Mitrailleuse MG3
- Canon Rheinmetall de 120 mm
- Tourelleau Nanuk
- Canon antiaérien SK C/30
- Canon de 12,7 cm SK C/34
- Char Kodiak
- Char Lynx
- Char Panther KF51